# Historia de las instituciones
La historia de las instituciones es una especialidad histórica cuyo objeto son las instituciones y, por tanto, forma parte fundamental de la historia del derecho. En otras lenguas se le conoce como historia constitucional (en inglés, Constitutional History; en alemán, Verfassungsgeschichte) pero sin que lleve a confundir con el concepto más estricto empleado en español para "constitución" y "constitucional".

## Descripción
Especialmente son objeto de esta especialidad «la historia del suceder del sistema de normas que regulan la estructura y funcionamiento de la constitución política, ordenada en diversas instituciones fundamentales. Pero esas normas, en cuanto reguladoras de la estructura y funcionamiento del Estado, son normas jurídico-públicas y, desde este punto de vista, la Historia de las Instituciones políticas y administrativas no es sino la Historia del Derecho público, o sea, una parte o sector de la Historia del Derecho.» 
Por tanto, esta disciplina se ocupa especialmente, como queda dicho, de las instituciones políticas y administrativas, que de hecho permiten periodizar la historia. La principal de todas, el Estado (véase: historia política), puede verse desde sus orígenes con la polis clásica, la monarquía helenística, el Imperio romano, los Reinos nazis, la monarquía feudal, la monarquía autoritaria, la monarquía absoluta, el Estado Liberal, el Estado Social. También son objeto de la disciplina el resto de las instituciones políticas, locales (ayuntamientos), judiciales, legislativas.
Las instituciones de otro tipo, más propiamente serían el objeto de la historia económica y social: las instituciones sociales (el matrimonio, la familia...), las instituciones económicas (por ejemplo la banca o la empresa), siendo la mayor parte de ellas mixtas (el feudo, el señorío, el mayorazgo, la propiedad, la escuela o el ejército). En particular, serían objeto de la historia eclesiástica las instituciones religiosas (la misma Iglesia, el clero y cada una de sus secciones, monasterios, diócesis, parroquias)
Al ser las instituciones grandes productoras de documentación, su historia se justifica fácilmente por la disponibilidad de materia prima para su estudio.
El institucionalismo en historia (no confundir con la tendencia homónima en economía) es una escuela historiográfica opuesta al materialismo histórico, al poner el protagonismo de la historia en las instituciones, mientras este lo hace en las clases sociales; también se opondría al providencialismo o a una interpretación individualista de la historia (véase sujeto histórico)
Entre los historiadores que en España se han dedicado a la historia de las instituciones destaca Luis García de Valdeavellano (Historia de las Instituciones Españolas).

## Por país y tiempo
- Historia de las instituciones en la Antigüedad:
  - Historia de las instituciones en Mesopotamia
  - Historia de las instituciones en Egipto
  - Historia de las instituciones en Grecia
  - Historia de las instituciones en la Antigua Roma
- Historia de las instituciones en el Antiguo Régimen:
  - Instituciones españolas del Antiguo Régimen
  - Antiguo Régimen en Francia